# Mírové náměstí 104 (Broumov)
Městský dům čp. 104 je neobarokní stavba na Mírovém náměstí v Broumově v okrese Náchod. Jedná se o kulturní památku.

## Historie

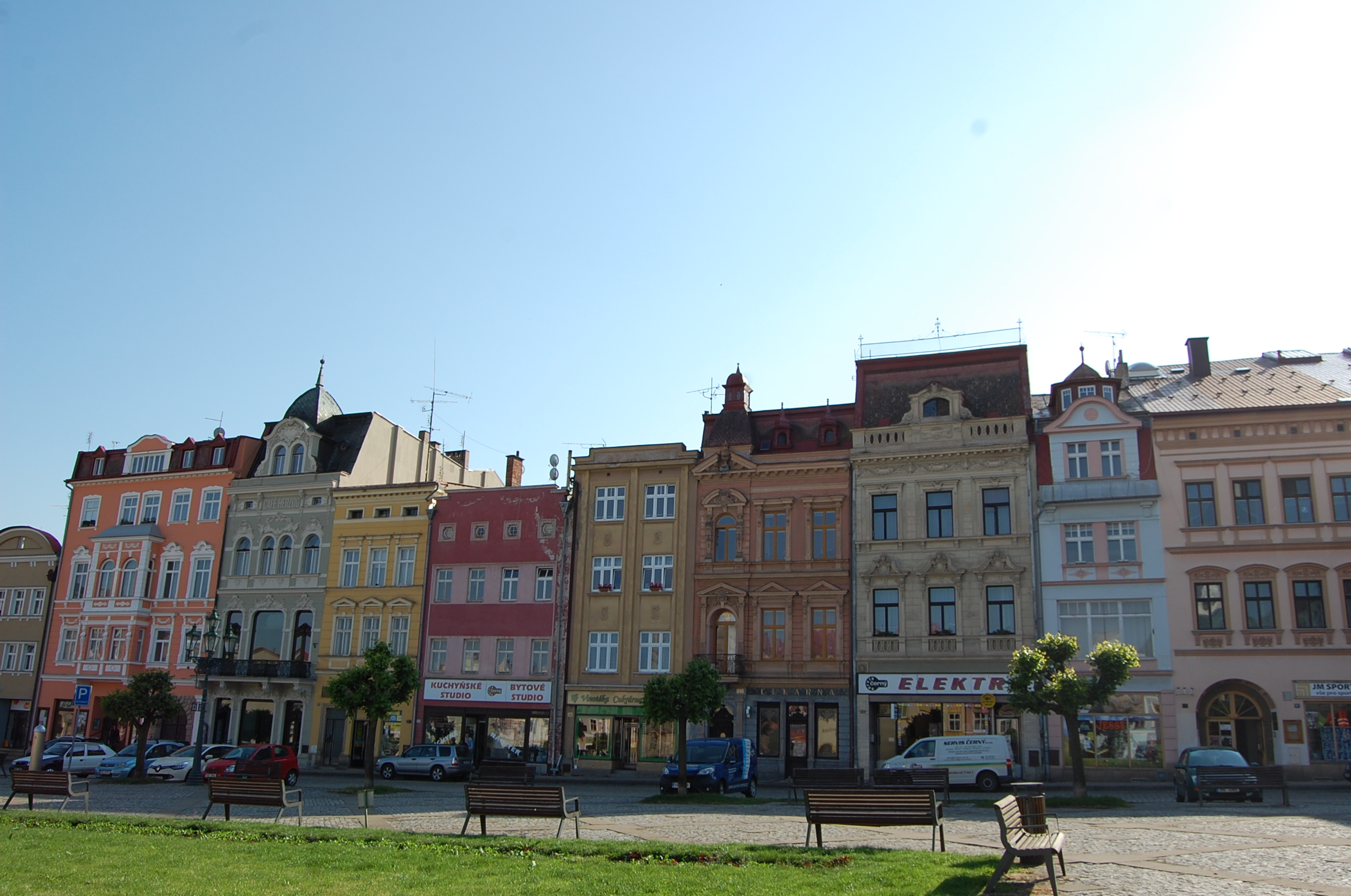
Dům čp. 104 třetí zleva

Na místě současné stavby stál původně empírový dům. Současný dům byl postaven na konci 19. století, nejspíše v roce 1898. Prvními majiteli byli Franc a Richard Herzogovi, kteří zde na přelomu 19. a 20. století zřídili kavárnu. Těsně před druhou světovou válkou byl majitel Fritz Herzog, zřejmě syn Richarda Herzoga. Po druhé světové válce byl krátce majitelem jistý pan Valenta, nicméně po únorovém puči roku 1948 byla stavba znárodněna a v roce 1951 zde již sídlila základní umělecká škola.
Ve 21. století se objevily myšlenky na obnovení provozu kavárny. Roku 2002 byla budova prohlášena kulturní památkou. V roce 2017 byl dům veřejnosti poprvé otevřen, v roce 2021 se stále pracovalo na rekonstrukci kavárny.

## Popis
Jedná se o dvoupatrový, hloubkově orientovaný dům s hlavním průčelím směřujícím do Mírového náměstí. Fasáda má bohatou výzdobu, člení ji další římsy, štuková pásová bosáž, štuková výzdoba v dekorativních druhorokokových formách uplatněná na ploše i na některých architektonických článcích, některé dřevěné prvky jsou zdobně vyřezávané. V patře je velký sál s bohatou štukovou a papírmašovou výzdobou, zrcadly a dvěma rozměrnými plátny malíře Adolfa Tinzmanna ml. (1876–1965) – Římský bakchanál a Ariadnin triumf